# مگنو باتیستا داسیلوا
مگتو داسیلوا باتیستا پریرا (زاده ۲۱ سپتامبر ۱۹۸۵) بازیکن فوتبال اهل برزیل است.
وی سابقه بازی در تیم‌هایی همچون داماش گیلان، نفت تهران، گسترش فولاد تبریز، صنعت نفت آبادان را دارد.